# Стара црква у Осечини
Стара црква у Осечини , подигнута почетком 18. века. Представља непокретно културно добро као споменик културе од великог значаја.
Непосредно уз стару цркву, касније је подигнута нова црква и на узвишици у оквиру гробља, спомен костурница погинулим ратницима из Првог светског рата, зидана сигом.

## Сведок времена
По подизању је прво била посвећена Светом Георгију, а од 1765. године Светом Вазнесењу Господњем. Турци су је више пута палили, а Срби обнављали. Била је сведок времена, срећних и несрећних догађаја, живота и смрти, страдања и уздизања. Црквена порта је била место окупљања грађана за време вашара, празника и светковина. Зидана је од камена, а покривена дрветом и представља прелаз од дрвеног према храму сазиданом од чврстог материјала. У разним ратовима страдале су старе иконе и религијски предмети као и већина документа.